# Kamphaengphet Provincial Administrative Organization Stadium
Das Kamphaengphet Provincial Administrative Organization Stadium oder Cha Kung Rao Stadium (Thai สนาม อบจ.กำแพงเพชร หรือ สนามกีฬาจังหวัดกำแพงเพชร (ชากังราว)) ist ein Mehrzweckstadion in Kamphaeng Phet in der Provinz Kamphaeng Phet, Thailand. Es wird derzeit hauptsächlich für Fußballspiele genutzt und ist das Heimstadion von Drittligisten Kamphaengphet Football Club. Das Stadion hat eine Kapazität von 2406 Personen. Eigentümer und Betreiber des Stadions ist die Kamphaeng Phet Provincial Administrative Organization.

## Nutzer des Stadions
| Verein           | Zeitraum der Nutzung |
| ---------------- | -------------------- |
| Kamphaengphet FC | 2009 bis heute       |